# Andrés Spokoiny
Andrés Spokoiny (né en 1968) est un juif natif de l'Argentine. Il vit à Montréal au Canada et à partir de 2009, jusqu'à 2011, il a occupé le poste de directeur exécutif de la Fédération de la communauté Juive de Montréal (CJA).

## Jeunesse
Spokoiny est né en 1968 à Buenos Aires en Argentine. Ses grands-parents paternels et maternels sont des Juifs émigrés de Pologne dans les années 1930. Bien qu'une partie des familles de ses grands-parents soient restées en Europe et que plusieurs sont morts au cours de la Shoah, Spokoiny dit qu'il a choisi de ne pas se définir par l'Holocauste.
Lui et son jeune frère sont tous les deux élevés par leur mère divorcée seule. Son enfance coïncide avec une conjoncture économique très difficile en Argentine et le centre communautaire juif local a été un refuge pour sa famille. Sa mêre n'est pas fortunée sur le plan économique et, avec l'aide de la communauté juive de Buenos Aires, il peut avec son frère fréquenter des écoles juives. « I knew the names of the streets of Haifa before I knew those of Buenos Aires, »,. 
Lors de sa bar-mitsva, il découvre qu'être juif c'est plus qu'une culture vivante, et il décide alors d'entrer au séminaire conservateur, Mouvement Massorti. Son éducation religieuse dure sept années à un séminaire rabbinique et des études de l'éducation juive à l'Université hébraïque de Jérusalem.  Il est de plus diplômé en sciences économiques de l'Universidad Buenos Aires.

## Premières responsabilités
Il commence à travailler dans le secteur privé pour IBM en Argentine et en Amérique du Sud. Puis il travaille 12 ans à Paris en France pour le Comité juif américain Joint Distribution (JDC). Il s'occupe alors de la reconstruction des communautés juives en Pologne, dans les États-Baltes et certaines parties de la Russie après la chute du communisme en ex-Union Soviétique,.

## Arrivé à Montréal
Au début, il est réticent de venir au Canada et d'accepter l'offre de la Fédération CJA, mais plus il apprend sur la communauté Juive de Montréal, puis après réflexion et discussion avec sa conjointe, il pense que le Québec serait intéressant pour sa jeune famille. Son épouse est également une juive originaire d'Argentine. Le couple a deux jeunes enfants âgés de 4 et 6 ans. La famille immigre donc au Canada en mars 2009 . 
Son épouse et lui croient maintenant que Montréal est l'un des meilleurs endroits pour élever des enfants juifs. Les Spokoiny disent maintenant que Montréal offre un environnement plus juif que Paris!
Spokoiny est un ashkénaze qui parle français, espagnol, anglais, hébreu, yiddish et un peu de portugais, ce qui est un avantage indéniable pour un responsable d'une fédération locale regroupant une population Juive diversifiée.

## Projets
Avec l'enquête-sondage de 2010 dénommée Imagine 2020 , Spokoiny désire jeter des ponts entre les différents membres de la communauté Juive de Montréal. « Nous voulons écouter ce que les gens ont à dire, et le conseil de la Fédération et la direction se sont engagées à agir sur ce que nous apprenons de Imagine 2020. »
« The federation is looking for innovative ideas. The world has changed dramatically. We have to change, too. »
Dans sa  vision de l'avenir, SpoKoiny croit fermement que la Fédération doit être plus inclusive et reconnaître que les Juifs de Montréal sont désormais plus diversifiés qu'autrefois. 
« Jewishness remains important for younger people, but they are different in the way they identify than their grandparents.... »
En aout 2011 Spokoiny termine son mandat comme directeur général de la Fédération CJA, et son successeur est Deborah Corber. Sur son blog personnel, il écrit :
« J’ai eu l’honneur de diriger l’organisation pendant une période de grand renouvellement et de transformation. En fait, les deux dernières années ont été décisives dans la vie de la Fédération CJA. Au cours de ces dernières années, notre communauté a rejoint de nouveaux groupes de Juifs à Montréal, qu’ils vivent dans la banlieue Ouest ou qu’ils soient de nouveaux Canadiens. Grâce à une importante participation à l’Assemblée générale nord-américaine et à d’autres événements internationaux, Montréal a repris contact avec le monde juif et a repris sa place parmi les communautés chefs de file. L’image de marque de la Fédération a été repensée afin de communiquer un message plus moderne, plus optimiste, plus bienveillant et plus énergique. En outre, cette nouvelle image renforce le slogan « l’un pour l’autre », qui est au cœur de nos valeurs. Non seulement la Fédération a changé plusieurs de ses méthodes de fonctionnement interne, notamment l’allocation et la collecte des fonds, mais elle a également transformé sa façon de communiquer... »
— Andres Spokoiny
Depuis, la famille Spokoiny a reçu des visas américains pour leur permettre de vivre et travailler aux États-Unis. Andres Spokoiny travaille maintenant comme président du fonds juif de philanthropie -  Jewish Funders Network. (JFN)